# بارادايس
بارادايس (بالإنجليزية: Paradise)‏ هي بلدة غير مدرجة  ومكان مخصص للتعداد (CDP) في مقاطعة كلارك في ولاية نيفادا الأمريكية، وهي متاخمة لمدينة لاس فيغاس. بلغ عدد السكان 223,167 نسمة في تعداد عام 2010،  ما يجعلها أكبر التجمعات السكنية من حيث السكان وأكثر سكانا من أي مدينة في الولاية خارج مقاطعة كلارك. باعتبارها مدينة غير مدرجة، تدار شؤونها من قبل لجنة مقاطعة كلارك مع مدخلات من المجلس الاستشاري لبلدة بارادايس. تم تشكيل تجمع بارادايس في 8 ديسمبر 1950. 
تضم المنطقة مطار ماكاران الدولي؛ جامعة نيفادا في لاس فيغاس؛ ومعظم لاس فيغاس ستريب. تحتوي بارادايس على معظم مناطق الجذب السياحي في منطقة لاس فيغاس، باستثناء وسط المدينة. ومع هذا يظل اسم بارادايس شبه مجهول. جميع الرموز البريدية للمنطقة لديها عناوين البريد من لاس فيغاس.